# Comicmania
Comicmania - Convenção Internacional de Quadrinhos do Rio de Janeiro é um evento sobre história em quadrinhos realizado no Rio de Janeiro desde 1994, com periodicidade irregular. A primeira edição ocorreu entre 26 de maio e 5 de junho de 1994, tendo como principal foco os artistas independentes e a participação de desenhistas internacionais, como o norte-americano David Mazzuchelli, o brasileiro residente em Nova Iorque, Gutemberg Monteiro e o argentino Francisco Solano Lopez. A segunda edição, realizada em 1995, ganhou o 8º Troféu HQ Mix na categoria "grande contribuição". No ano seguinte, a segunda edição do evento ganhou o 9º Troféu HQ Mix na categoria "valorização da HQ".|